# Brother Orchid
Brother Orchid is een Amerikaanse filmkomedie uit 1940 onder regie van Lloyd Bacon.

## Verhaal
De dranksmokkelaar John Sarto wil stijl hebben en gaat daarom voor vijf jaar op reis naar Europa. Bij zijn terugkeer wordt hij uit zijn kantoor gezet door zijn voormalige rechterhand Jack Buck. Hij zoekt zijn heil in het klooster en wordt daar Broeder Orchidee. Hij wordt echter gedwarsboomd als bloemenverkoper.

## Rolverdeling
| Acteur             | Personage           |
| ------------------ | ------------------- |
| Edward G. Robinson | John Sarto          |
| Ann Sothern        | Flo Addams          |
| Humphrey Bogart    | Jack Buck           |
| Donald Crisp       | Vader-abt           |
| Ralph Bellamy      | Clarence Fletcher   |
| Allen Jenkins      | Willie              |
| Charles D. Brown   | Broeder Wren        |
| Cecil Kellaway     | Broeder Goodwin     |
| Morgan Conway      | Philadelphia Powell |
| Richard Lane       | Mugsy O'Day         |
| Paul Guilfoyle     | Red Martin          |
| John Ridgely       | Texas Pearson       |
| Joseph Crehan      | Broeder MacEwen     |
| Wilfred Lucas      | Broeder MacDonald   |
| Tom Tyler          | Curley Matthews     |